# Umut Meraş
Umut Meraş (Eminönü, 20 de diciembre de 1995) es un futbolista turco que juega en la demarcación de defensa para el Eyüpspor de la Superliga de Turquía.

## Selección nacional
Hizo su debut con la selección de fútbol de Turquía el 30 de mayo de 2019 en un encuentro amistoso contra Grecia, partido que finalizó con un resultado de 2-1 a favor del combinado turco tras los goles de Cengiz Ünder y Kenan Karaman para Turquía, y de Dimitris Kourbelis para Grecia.

## Clubes
| Club           | País    | Año       | Partidos | Goles |
| -------------- | ------- | --------- | -------- | ----- |
| Boluspor       | Turquía | 2014-2018 | 92       | 2     |
| Bursaspor      | Turquía | 2018-2019 | 27       | 2     |
| Le Havre A. C. | Francia | 2019-2021 | 57       | 1     |
| Beşiktaş J. K. | Turquía | 2021-2024 | 60       | 0     |
| Eyüpspor       | Turquía | 2024-     | 35       | 1     |

## Palmarés

### Títulos nacionales
| Título               | Club           | País    | Año  |
| -------------------- | -------------- | ------- | ---- |
| Supercopa de Turquía | Beşiktaş J. K. | Turquía | 2021 |
| Copa de Turquía      | Beşiktaş J. K. | Turquía | 2024 |